# Richard Foltz

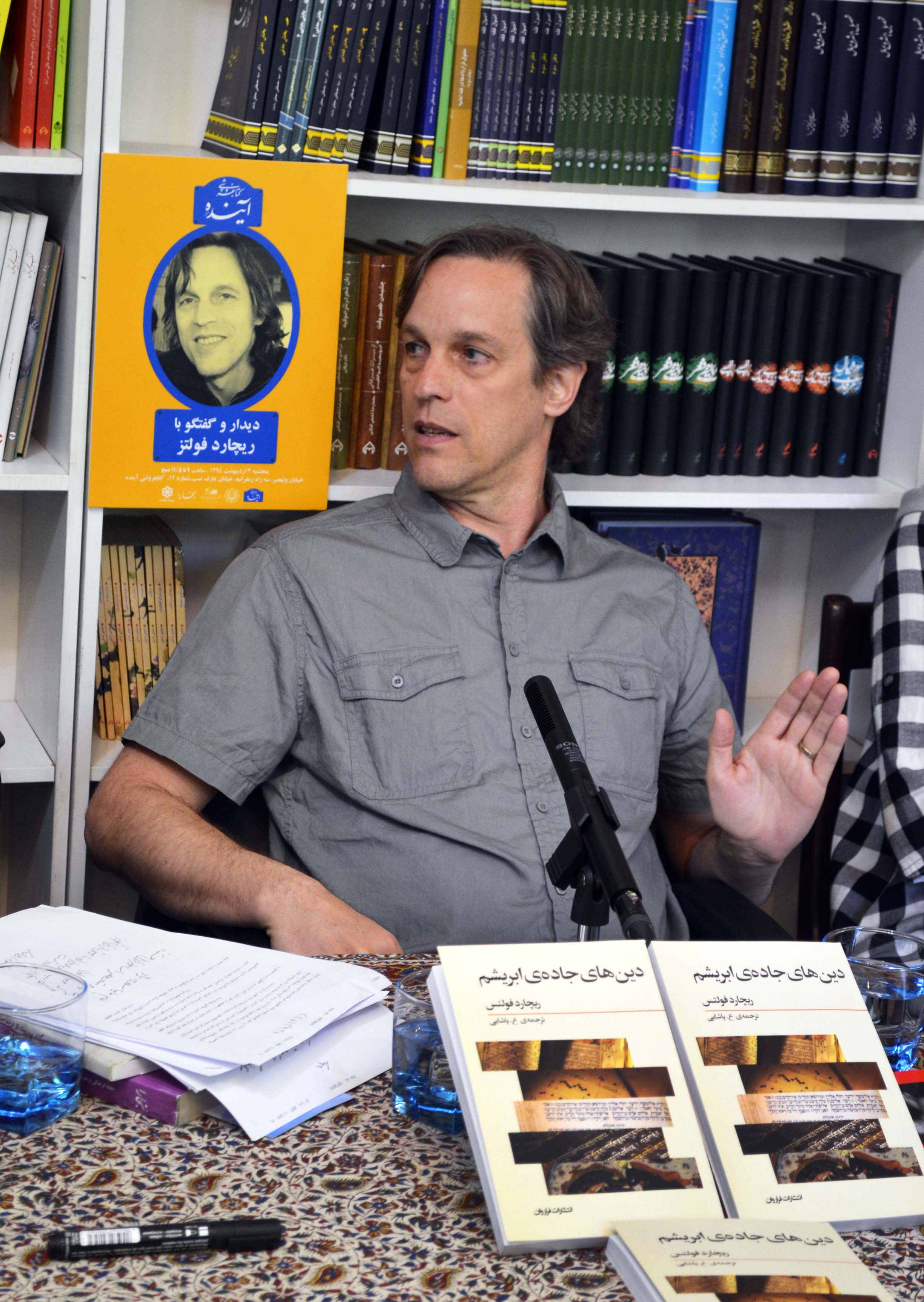

Richard Foltz, 19 de abril de 1961, es un académico canadiense, que se especializa en la historia de Irán. Tiene un doctorado en Historia de Oriente Medio de la Universidad de Harvard. Ha sido profesor en la Universidad de Kuwait, la Universidad Brown, la Universidad de Columbia y la Universidad de la Florida. Actualmente es profesor en la Universidad Concordia, Montreal.
Foltz ha escrito varios libros que se centran en la influencia de la cultura iraní en la historia del mundo. También ha escrito sobre la ética del medio ambiente y derechos de los animales, especialmente en contextos musulmanes.

## Obras principales
- The Ossetes: Modern-Day Scythians of the Caucasus, London: Bloomsbury, 2021.
- A History of the Tajiks: Iranians of the East, London: Bloomsbury, 2019.
- Iran in World History, New York: Oxford University Press, 2016.
- Religions of Iran: From Prehistory to the Present, London: Oneworld, 2013.
- Religions of the Silk Road: Premodern Patterns of Globalization, revised 2nd edition, New York: Palgrave Macmillan, 2010.
- Animals in Islamic Tradition and Muslim Cultures, Oxford: Oneworld, 2006.
- Mughal India and Central Asia, Karachi: Oxford University Press, 1998.

## Artículos en español
- "Judíos e iraníes: 28 siglos de convivencia e influencia mutua," Valíja de Apócrifos, 18 de enero de 2023.
- “La Expansión del Islam,” MSN Encarta.
- “Religión y comercio en Asia desde el 1000 a. C. hasta 1400 d.C.,” MSN Encarta.

- Datos: Q923825
- Multimedia: Richard Foltz / Q923825